# ماتياس مانريكي
ماتياس مانريكي (بالإسبانية: Matías Manrique)‏ هو لاعب كرة قدم أرجنتيني في مركز الدفاع، ولد في 1 نوفمبر 1980 في مندوزا في الأرجنتين. لعب مع أرسنال ساراندي وإنديبندينتي وبنيارول وتشاكاريتا جيونيورز ونادي دانوبيو وهوراكان.